# Garthland Castle
Garthland Castle ist eine abgegangene Niederungsburg bei den Garthland Mains in der schottischen Council Area Dumfries and Galloway.
Die Burg wurde möglicherweise 1211 errichtet, da auf dem Anwesen ein Datumsstein mit dieser Jahreszahl entdeckt wurde. Ebenso erscheint es wahrscheinlich, dass 1274 Erweiterungen vorgenommen wurden, da man einen zweiten Datumsstein mit der genannten Jahreszahl dort gefunden hat. Die Burg war Sitz der MacDowalls von Garthland.
Mit Ausnahme der Datumssteine ist heute nichts mehr von der Burg erhalten.